# Tabela de nuclídeos
Uma tabela ou gráfico de nuclídeos é um gráfico bidimensional de isótopos dos elementos, em que um dos eixos representa o número de nêutrons (simbolizado por N) e o outro representa o número de prótons (ou número atômico, simbolizado por Z) no núcleo atômico. Cada ponto traçado no gráfico representa, portanto, um nuclídeo de um elemento químico conhecido ou hipotético. Este sistema de ordenação de nuclídeos pode oferecer uma visão maior sobre as características dos isótopos do que a conhecida tabela periódica, que mostra apenas os elementos químicos e não seus isótopos. A tabela de nuclídeos também é conhecida como carta de Segrè, em homenagem ao físico italiano Emilio Segrè.

## Descrição e utilidade
Um gráfico ou tabela de nuclídeos mapeia o comportamento nuclear ou radioativo dos nuclídeos, pois distingue os isótopos de um elemento. Ele contrasta com uma tabela periódica, que apenas mapeia seu comportamento químico, uma vez que os isótopos (nuclídeos que são variantes do mesmo elemento) não diferem quimicamente em grau significativo, com exceção do hidrogênio. Os gráficos de nuclídeos organizam os nuclídeos ao longo do eixo das abscissas por seus números de nêutrons e ao longo do eixo das ordenadas por seus números de prótons, até os limites das linhas de gotejamento de nêutrons e prótons. Esta representação foi publicada pela primeira vez por Kurt Guggenheimer em 1934 e foi expandida por Giorgio Fea em 1935, Emilio Segrè em 1945 ou Glenn Seaborg. Em 1958, Walter Seelmann-Eggebert e Gerda Pfennig publicaram a primeira edição do Karlsruhe Nuclide Chart. Sua sétima edição foi disponibilizada em 2006. Hoje, existem várias cartas de nuclídeos, quatro das quais têm uma ampla distribuição: a Carta de Nuclídeos de Karlsruhe, a Carta de Nuclídeos Universal de Estrasburgo, a Carta de Nuclídeos da Agência de Energia Atômica do Japão (JAEA) e a Carta de Nuclídeos do Knolls Atomic Power Laboratory nos Estados Unidos. Tornou-se uma ferramenta básica da comunidade nuclear.

## Tendências no gráfico de nuclídeos

Meias-vidas dos isótopos. A região isotópica mais escura e mais estável se afasta da linha de prótons (Z) = nêutrons (N), à medida que o número do elemento Z se torna maior

- Isótopos são nuclídeos com o mesmo número de prótons, mas diferentes números de nêutrons; ou seja, eles têm o mesmo número atômico e são, portanto, o mesmo elemento químico . Os isótopos são vizinhos uns dos outros verticalmente. Exemplos incluem carbono-12, carbono-13 e carbono-14 na tabela acima.
- Isótonos são nuclídeos com o mesmo número de nêutrons, mas diferentes números de prótons. Os isótonos são vizinhos uns dos outros horizontalmente. Exemplos incluem carbono-14, nitrogênio-15 e oxigênio-16 na tabela acima.
- Isóbaros são nuclídeos com o mesmo número de núcleons (ou seja, número de massa), mas diferentes números de prótons e nêutrons. As isóbaras são vizinhas diagonalmente do canto inferior esquerdo ao canto superior direito. Exemplos incluem carbono-14, nitrogênio-14 e oxigênio-14 na tabela acima.
- Isodiaferos são nuclídeos com a mesma diferença entre seus números de nêutrons e prótons ( N − Z ). Como as isóbaras, elas seguem linhas diagonais, mas em ângulos retos com as linhas isóbaras (do canto superior esquerdo ao canto inferior direito). Exemplos incluem boro-10, carbono-12 e nitrogênio-14 (como N − Z = 0 para cada par), ou boro-12, carbono-14 e nitrogênio-16 (como N − Z = 2 para cada par).
- Além da linha de gotejamento de nêutrons ao longo do canto inferior esquerdo, os nuclídeos decaem por emissão de nêutrons.
- Além da linha de gotejamento de prótons no canto superior direito, os nuclídeos decaem por emissão de prótons. Linhas de gotejamento foram estabelecidas apenas para alguns elementos.
- A ilha de estabilidade é uma região hipotética no aglomerado superior direito de nuclídeos que contém isótopos muito mais estáveis do que outros elementos transurânicos.
- Não há nuclídeos estáveis com um número igual de prótons e nêutrons em seus núcleos com número atômico maior que 20 (ou seja, cálcio), como pode ser facilmente observado no gráfico. Núcleos de maior número atômico requerem um excesso de nêutrons para estabilidade.
- Os únicos nuclídeos estáveis com um número ímpar de prótons e um número ímpar de nêutrons são hidrogênio-2, lítio-6, boro-10, nitrogênio-14 e (observacionalmente) tântalo-180m. Isso ocorre porque a massa-energia de tais átomos é geralmente maior do que a de seus vizinhos na mesma cadeia isobárica, de modo que a maioria deles é instável ao decaimento beta.
- Não há nuclídeos estáveis com números de massa 5 ou 8. Existem nuclídeos estáveis com todos os outros números de massa até 208, com exceção de 147 e 151. (O bismuto-209 foi considerado radioativo em 2003, mas com uma meia-vida de 1,9 × 10 19 anos).
- Com exceção do par telúrio-123 e antimônio-123, os números de massa ímpares nunca são representados por mais de um nuclídeo estável. Isso ocorre porque a massa-energia é uma função convexa do número atômico, então todos os nuclídeos em uma cadeia isobárica ímpar, exceto um, têm um vizinho de menor energia para o qual podem decair por decaimento beta. Consulte a regra isóbara de Mattauch. (Espera-se que o 123Te decaia para o 123Sb, mas a meia-vida parece ser tão longa que o decaimento nunca foi observado).
- Não existem nuclídeos estáveis com número atômico maior que Z = 82 (chumbo),[5] embora o bismuto (Z = 83) é estável para todos os propósitos humanos práticos. Elementos com números atômicos de 1 a 82 possuem isótopos estáveis, com exceção do tecnécio (Z = 43) e promécio (Z = 61).